# Szamotuły
Szamotuły (udtale: [ʂamɔˈtuwɨ]; tysk: Samter, yyiddish: Zamter)  er en by i den centrale del af  voivodskabet Storpolen i  det vestlige centrale del af Polen. Byen   har 18.398(2023) indbyggere og et areal på 10,11 km², og er administrationsby i powiatet Szamotuły, 35 kilometer nordvest for  Poznańs centrum.

## Historie
Szamotuły blev sandsynligvis grundlagt i det 11. århundrede og blev første gang nævnt i dokumenter i 1231. Hertug Przemysł 1. etablerede lokale messer før 1257. Szamotuły fik byrettigheder i 1383 eller tidligere. Det var en privat by for polsk adel, administrativt beliggende i Poznań-powiatet i Poznań-voivodskabet i provinsen Storpolen i Kongeriget Polens krone.

## Galleri
- Górka slot set fra parken
- Den lille  Basilikakirke
- Hvælving af den gotiske  Basilikakirke
- Helligkors kirke
- Fontaine i den gamle park
- Monument for officer og kryptograf Maksymilian Ciężki